# Ulrik Munther
Jens Ulrik Munther, född 18 februari 1994 i Sävedalens församling i Göteborgs och Bohus län, är en svensk artist, låtskrivare och skådespelare. Karriären började när Munther vann Lilla Melodifestivalen 2009 och MGP Nordic samma år. 2011 släpptes hans självbetitlade debutalbum Ulrik Munther och 2015 släpptes albumet Allt jag ville säga skriven av Jonas Gardell. 2018 släppte Ulrik Munther singeln "Before" på egen skivetikett.

## Biografi
Ulrik Munther är uppvuxen i Kullavik i Kungsbacka kommun söder om Göteborg. Munther gick musiklinjen på Donnergymnasiet vid Eriksberg på Hisingen i Göteborg men hoppade av för att fokusera på musiken. Munther började skriva sina egna låtar vid 10- till 11-årsåldern. Han kan spela gitarr, ukulele, munspel, piano, trumpet och trummor.

### Karriär
Ulrik Munther vann Lilla Melodifestivalen 2009 och gick vidare till MGP Nordic 2009 där han vann med den egna låten En vanlig dag. Han uppträdde även vid den norska reklamgalan Gullfisken, samt kom tvåa i Metro Music Challenge med sin låt Life.
Munther har medverkat i SVT:s Bobster och Unicef-galan (Humorgalan) i maj 2010, där han sjöng My Generation tillsammans med bland andra Peter Johansson och Rock-Olga. Han har varit med i SVT:s Riverside i ett avsnitt där han spelade sin låt "En vanlig dag". Munther har även varit med i SVTB:s Sommarlov, där Malin Olsson då var programledare. Hans första singel Boys don't cry har släppts på Itunes, det har även "Moments ago" och hans låt "Life" som skrevs redan innan han medverkade i Lilla Melodifestivalen 2009.
Munther gjorde en cover på Lady Gagas låt Born This Way vilken fick uppmärksamhet i USA efter att Perez Hilton lade upp videon på sin hemsida. I mars 2011 var Ulrik Munther gäst i radio- och TV-programmet Vakna med The Voice, där han sjöng Born This Way. Han medverkade också i Bingolotto den 17 april 2011. Munther deltog i Allsång på Skansen den 5 juli 2011, och Lotta på Liseberg den 26 juli.
2010 fick han skivkontrakt hos Universal Music. Hans debutalbum, som bär namnet "Ulrik Munther", släpptes den 24 augusti 2011 och innehåller elva spår, varav ett är hans cover på "Born this way". De andra spåren är låtar som Munther har skrivit själv med hjälp av sitt team.
Ulrik Munther gick vidare till finalen i Melodifestivalen 2012 från deltävlingen i Göteborg, med låten "Soldiers" (Ulrik Munther/Linnea Deb/David Jackson/Johan Åberg/Joy Deb). Han kom sen på tredje plats.
Efter detta släppte han en ny singel med namnet "Fool", och medverkade som gäst i talkshowen APTV med Zillah & Totte.
Sommaren 2012 åkte han på sin första Sverigeturné.
Den 5 augusti åkte han till Japan för att träffa sina japanska fans. Han har även spelat in en webbserie vid namn Big in Japan, som spelades in under våren 2012 och sändes sedan på svt play under hösten 2012.
Den 21 december 2012 lanserades musikvideon till hans singel "San Francisco Says Hello" på Youtube. Videon spelades in i San Francisco tidigare samma månad. Den fick mycket uppmärksamhet när Perez Hilton lade upp den på sin Twitter-sida 3 veckor senare.
Ulrik Munther deltog i Melodifestivalen 2013 med låten "Tell the World I'm Here", där han också gick vidare till final och hamnade på en tredje plats.
Den 6 mars 2013 släpptes Munthers andra album Rooftop. Han skrev albumet tillsammans med bland andra Erik Hassle, Christian Walz och Andreas Mattsson.
Den 27 oktober 2014 släppte Munther en singel med titeln "Jag vet inte hur man gör". En låt som uppstod under samarbetet med Jonas Gardell. En musikvideo lanserades samtidigt. Han medverkade dessutom i galan "Tillsammans för cancer" och uppträdde med sin singel "Jag vet inte hur man gör" under samma dag.
Den 13 maj 2015 släppte han sitt nya album "Allt jag ville säga" skrivet i samarbete med Jonas Gardell. 
2015 debuterade han som skådespelare med huvudrollen i långfilmen Efterskalv. Inför Guldbaggegalan 2016 nominerades han i kategorin Bästa manliga huvudroll för sin insats i filmen men priset gick till Rolf Lassgård för En man som heter Ove.
Den 9 mars 2024, mitt under finalen av Melodifestivalen, uppträdde Munther, tillsammans med Björn Gustafsson, Måns Zelmerlöw, Eric Saade, Boris René, Victor Leksell, Casper Janebrink, Filip Berg, Adam Lundgren och Loa Falkman, och framförde låten "Still the One", som en del av Gustafssons påhittade pojkband/supergrupp "Björnzone". Låten som de framförde, är skriven av Johan Carlsson, Rami Yacoub och Charlie Puth, som bland annat har varit med och skrivit låtar till artister och grupper som Ariana Grande och Backstreet Boys.

## Diskografi

### Singlar
- En vanlig dag - 2009 (Lilla Melodifestivalen)
- Life - (2009)
- Boys Don't Cry - 2010
- Born This Way (Cover på Lady Gaga) - 2011
- Moments Ago - (2011)
- Sticks And Stones - (2011)
- Je t'ai menti (Kill For Lies) (feat. Caroline Costa) - (2011)
- The Box - (2011)
- Soldiers - (2012)  (Melodifestivalen)
- Fool  - (2012)
- San Francisco Says Hello (T&M: Martin Ekman/Ulrik Munther) - (2012)
- Tell the World I'm Here - (2013)
- Requiem - (2013)
- Jag vet inte hur man gör - (2014)
- Nån gång - (2015)
- Dig a Little Deeper - (2016)
- Coffe in Shanghai (2017)
- Before - (2018)
- Gloom. - (2020)

### Album

#### Ulrik Munther (2012)
1. Sticks And Stones
2. Boys Don't Cry
3. King Of Our Days
4. Moments Ago
5. Kill For Lies
6. Fake It
7. Alburn Road
8. The Box
9. Heroes In Defeat (Change Your Mind)
10. Life
11. Soldiers
12. Fool
13. Born This Way - Bonus Track
(14. The Scarecrow)

#### Rooftop (2013)
1. Tell The World I'm Here
2. Crash Test Dummy
3. San Francisco Says Hello
4. Glad I Found You
5. Reqiuem
6. You & You
7. Rooftop
8. Symphony
9. Thousand Years
10. I Think I Love You
11. 8:45
12. Born To Get Older - Bonus Track (bara på Spotify)
13. Dolphins (bara på iTunes och Spotify)

#### Allt jag ville säga (2015)
1. Närmare himlen
2. Ditt andetag
3. Nån gång
4. Allt jag ville säga
5. Alltid leva, aldrig dö
6. Förråda dig
7. Förlåt att jag frågar
8. Jag vet inte hur man gör
9. Du är inte ensam
10. Sparkar mitt liv
11. Monster
Put Your Self Out There (2021)
1. Apartment Girl

1. Put Your Self Out There
2. Don't Worry
3. Stay Awake
4. Mommy Likes the First Song Best
5. C'est la vie
6. Everything Okay At Home?
7. Whatever Floats Your Boat
8. Big Dick
9. Talk of the Town
10. Gloom.
11. Man in Need
12. Jag älskar dig
13. Come Find Me - Single Version

EP

#### Are You Alright? (2018)
1. Frank Ocean
2. Daughter
3. I Don't Wanna Talk Right Now
4. Say Goodbye
5. Before
6. Are You Alright?

## Show och teater

### Roller
| År   | Roll        | Produktion                                | Regi          | Teater            |
| ---- | ----------- | ----------------------------------------- | ------------- | ----------------- |
| 2019 | Medverkande | Queen of fucking everything Jonas Gardell | Jonas Gardell | Cirkus, Stockholm |